# Pensiero stupendo
Pensiero stupendo (italienisch für „wundervoller Gedanke“) ist ein Lied der italienischen Sängerin Patty Pravo aus dem Jahr 1978. Es wurde von Oscar Prudente komponiert und der Text stammt von Ivano Fossati. Der Text des Liedes beschreibt mehrdeutig die Vorstellung einer Frau, an einer Dreiecksbeziehung (einem flottem Dreier) teilzunehmen. Das Lied erzeugte in Italien einen großen Skandal, Pravo wurde in der Öffentlichkeit deswegen attackiert. Das ursprünglich für das Album Miss Italia geplante Lied musste vom Album genommen werden. Der Titel war in Italien einer der größten Hits des Jahres 1978 und erreichte Platz 2 der Hitparade.
Ursprünglich wurde das Lied von der französischen Sängerin Jeanne Mas vertont. Diese Version konnte aber die Plattenfirma nicht überzeugen. Loredana Bertè wurde das Lied ebenfalls angeboten. Bertè weigerte sich aber, ein Lied mit einem derartig provozierenden Text zu singen.
Der Titel wurde mehrfach neu aufgenommen und von diversen Interpreten neu vertont.